# Vítězslav Maláč
Vítězslav Maláč (* 11. července 1957 Krnov) je český lékař – chirurg a politik, v letech 1990 až 2013 zastupitel města Krnov v okrese Bruntál, nestraník za KDU-ČSL.

## Život
Po absolvování základní a střední školy a rovněž povinné vojenské služby několik let pracoval a po té i studoval na Lékařské fakultě Univerzity Palackého v Olomouci (získal titul MUDr.). Současně byl posluchačem profesora Aleše Rybky na ostravské konzervatoři v oboru hry na varhany.
Pracoval ve zdravotnictví na různých pozicích – ošetřovatel, zdravotní bratr, rentgenový laborant, lékař, primář chirurgického oddělení, ředitel Sdružených zdravotnických zařízení Krnov. V letech 1991 a 1992 po stážích v Rakousku a na různých klinikách v ČR zavedl v okrese Bruntál laparoskopické metody operací v chirurgii. Kromě atestací I. a II. stupně v chirurgii se účastnil četných školení a množství pobytů na různých pracovištích. Absolvoval postgraduální studium v Institutu pro další vzdělávání lékařů a farmaceutů v Praze v oboru řízení zdravotnictví.
V roce 1997 převzal zadluženou krnovskou nemocnici se ztrátou několika desítek milionů a během 4 let ji převedl do přebytku v hospodaření a připravil nemocnici k rekonstrukci. V roce 1998 ve velkém konkurenčním boji úspěšně provedl nemocnici Krnov výběrovým řízením na tzv. akutní lůžkovou péči a tak zajistil další existenci nemocnice. Později si v roce 2001 zařídil privátní chirurgickou praxi.
V roce 2008 byl občany zvolen Osobností města Krnova.

## Politické působení
Nikdy nebyl členem jakékoliv politické strany. Do komunální politiky vstoupil, když byl ve volbách v roce 1990 zvolen zastupitelem města Krnov. Ve volbách v roce 1994 mandát obhájil jako nestraník za KDU-ČSL. Stejně tomu bylo ve volbách v letech 1998, 2002, 2006 a 2010. V prosinci 2013 však na post zastupitele rezignoval. Ve volbách v roce 2014 již nekandidoval.
V říjnu 2012 napsal na svých internetových stránkách, že čelo moravskoslezské kandidátky KDU-ČSL pro krajské volby v roce 2012 vzniklo na přání sponzora. Podle svého tvrzení měl být sedmý na kandidátce. Krajský místopředseda Jiří Carbol však po něm měl chtít, ať podpisem stvrdí, že kdyby se posunul na kandidátce vpřed, tak místo dobrovolně postoupí jinému kandidátovi dle předem dohodnutého pořadí. Carbol taková tvrzení odmítl, Maláč nakonec vůbec nekandidoval.
Ve volbách do Senátu PČR v roce 2010 kandidoval jako nestraník za KDU-ČSL v obvodu č. 64 – Bruntál. Získal 13,42 % hlasů a skončil na 3. místě. Ve volbách v roce 2016 se pokoušel jako nestraník za KDU-ČSL o zisk senátorského mandátu ve stejném obvodu znovu. Se ziskem 13,06 % hlasů skončil na 3. místě a do druhého kola nepostoupil.